# Claude Lise
 (octobre 2011).
Si vous disposez d'ouvrages ou d'articles de référence ou si vous connaissez des sites web de qualité traitant du thème abordé ici, merci de compléter l'article en donnant les références utiles à sa vérifiabilité et en les liant à la section « Notes et références ».
Claude Lise, né le 31 janvier 1941 à Fort-de-France (Martinique), est un homme politique français partisan de l'autonomie martiniquaise. Il est président du conseil général de la Martinique de 1992 à 2011, sénateur de 1995 à 2011 et président de l'assemblée de Martinique de 2015 à 2021.

## Biographie
Claude Lise effectue ses études secondaires au lycée Schœlcher et obtient son baccalauréat en 1959. Il entame de 1960 à 1970 des études de médecine à la faculté de Bordeaux. Titulaire d'un doctorat en médecine et du diplôme de « médecine tropicale », Claude Lise retourne en Martinique et ouvre son cabinet de médecin. En 1974, il est élu au conseil départemental de la Martinique de l'Ordre des médecins. Sa carrière politique débute en 1972 lorsque, avec quelques militants socialistes, il participe à la création de la Fédération socialiste de la Martinique (FSM). Puis, il se présente sans succès aux cantonales de 1973 et aux municipales de 1977 au Marigot (Nord-Atlantique). Ensuite, il crée le Parti socialiste martiniquais en 1976 et en est le secrétaire général jusqu'en 1978, date à laquelle le Parti socialiste martiniquais fusionne avec le Parti progressiste martiniquais d'Aimé Césaire.
Le 13 octobre 2001, Claude Lise créé l'Espace d'action démocratique pour la Martinique (EADM). Selon Claude Lise, l'EADM n'est pas un nouveau parti politique, mais un instrument à côté des partis traditionnels permettant la réflexion, l'échange et un espace de propositions sur tous les grands sujets en prenant en compte l'intérêt général de la Martinique. À la suite de désaccords avec le PPM et son actuel président Serge Letchimy, Claude Lise a quitté son ancien parti avec d'autres élus comme Madeleine de Grandmaison, Claude Cayol, Pierre Suédile, Marie-Élise Nébon, Alexandre Mouriesse, Maxence Deluge, Geneviève Chanteur et fonde le 26 mars 2006 un nouveau parti politique de gauche, le RDM (Le Rassemblement démocratique martiniquais).
Le 21 novembre 2007, au Sénat, Claude Lise, sénateur et président du Conseil général de la Martinique a reçu des mains de Christian Poncelet, président du Sénat, le prix Territoria d’Or attribué le 7 novembre 2007 au Conseil général de la Martinique et consacrant les collectivités territoriales (régions, départements, communes) dont les travaux novateurs, capables d’être transposés à d’autres collectivités et faisant un bon usage des deniers publics.
Le 20 mars 2008, Claude Lise est réélu pour la sixième fois président du Conseil général de la Martinique. Il obtient au 1er tour 27 voix contre 16 à Maurice Antiste, conseiller général du François.
Le 31 mars 2011, lors de l'élection à la présidence du Conseil général de la Martinique, Claude Lise obtient au 1er tour 22 voix et son adversaire Josette Manin de Bâtir le pays Martinique obtient 22 voix.  Au deuxième tour, Claude Lise obtient à nouveau 22 voix et Josette Manin 22 voix. À l'issue du 2e tour, Claude Lise retire sa candidature et son groupe propose pour le 3e tour, le doyen d'âge de l'assemblée, Alfred Sinosa, membre de sa majorité. Mais Alfred Sinosa est battu au 3e tour par Josette Manin d'une voix (23/22). La candidate du groupe « Ensemble, pour une Martinique nouvelle » est élue présidente du Conseil général de la Martinique et succède à Claude Lise.
Du 31 mars 2011 au 18 décembre 2015, Claude Lise est le chef de file de l'opposition au Conseil général de la Martinique, sa coalition est composée des élus de la gauche autonomiste (RDM, MIM, Modemas), favorables à une évolution dans le cadre de l'article 74 de la Constitution française.
Aux élections sénatoriales du 25 septembre 2011, le sénateur sortant Claude Lise est battu par Maurice Antiste et Serge Larcher de la coalition « Ensemble pour une Martinique nouvelle ».
En décembre 2015, lors des premières élections pour désigner l'assemblée de Martinique, Claude Lise et le RDM figurent sur la liste Grand Sanblé pour faire réussir la Martinique, dirigée par Alfred Marie-Jeanne, qui l'emporte au second tour après s'être allié à la droite. Le 18 décembre, Claude Lise est élu président de l'assemblée. Il ne se représente pas en 2021.

## Parcours politique
- 1980 : conseiller municipal de Fort-de-France et 5e adjoint au maire.
- 1982 : Conseiller général du 4e canton de Fort-de-France.
- 1983 à 1986 : conseiller régional sur la liste de l'union de la gauche, Pacte global d'unité.
- 1985 : conseiller général du 10e canton de Fort de France.
- 1988 à 1992 : 1er vice-président du conseil général sous la présidence d'Émile Maurice.
- 1988 à 1993 : député de la circonscription Nord Caraïbe et membre de la Commission des Finances à l'Assemblée nationale.
- 1993 : lors des législatives, Claude Lise est battu dans le Nord Caraïbe par Pierre Petit (Martinique) (RPR).
- 1992 : Claude Lise est élu président du Conseil général de la Martinique et réélu en 1994,1998, 2001, 2004 et 2008.
- 1995 à 2011 : Claude Lise est sénateur de la Martinique.

Il est élu membre du bureau de l'Association des présidents de conseils généraux de France lors 65e congrès à Tours.
Aux municipales, il est élu conseiller municipal et 3e adjoint au maire de Fort-de-France.
- 1999 : le secrétaire d'État à l'Outre-Mer Jean-Jack Queyranne propose aux parlementaires Claude Lise et Michel Tamaya de préparer un rapport sur les quatre départements d'Outre-Mer qui servira de base de travail à la future Loi d'orientation pour les DOM.
- 2001 à 2015 : le 18 mars, Claude Lise est réélu conseiller général du canton 10 de Fort-de-France au 1er tour. Le 23 mars, Claude Lise est réélu pour la quatrième fois président du conseil général en obtenant 25 voix contre 17 à Rodolphe Désiré et 2 à Garcin Malsa.
- Conseiller général de 1982 à 2015
- 18 décembre 2015 : président de la nouvelle Assemblée de Martinique